# Deichkind

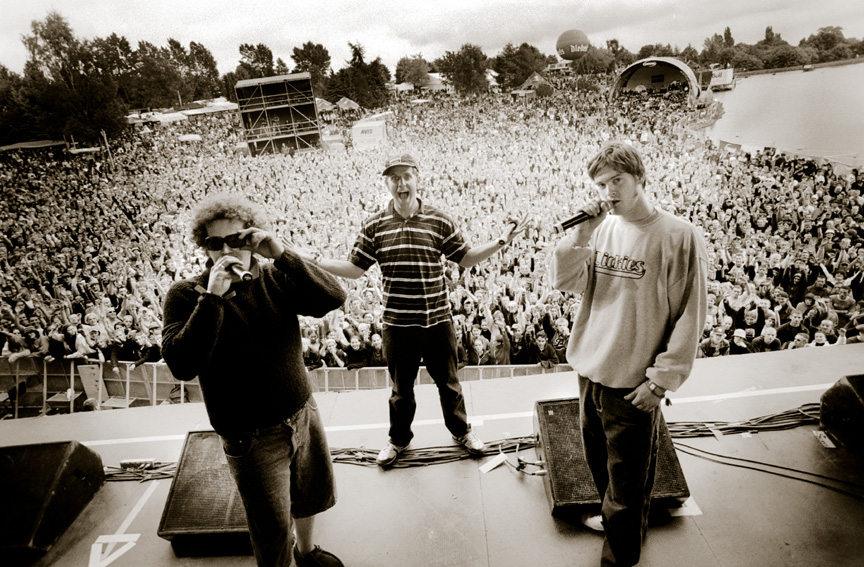
Deichkind beim Splash-Festival 2000

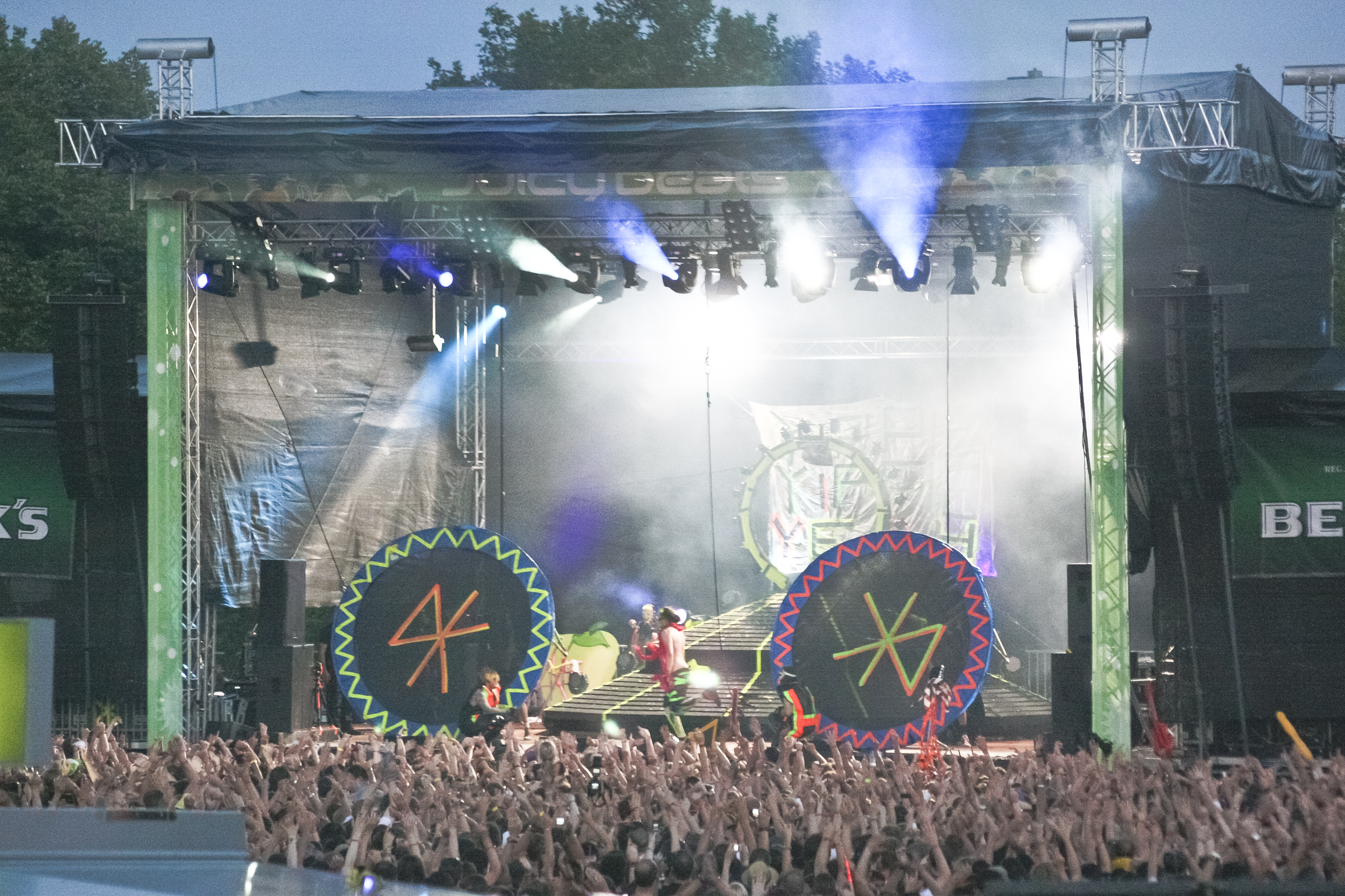
Deichkind live beim Juicy-Beats-Festival (2009)

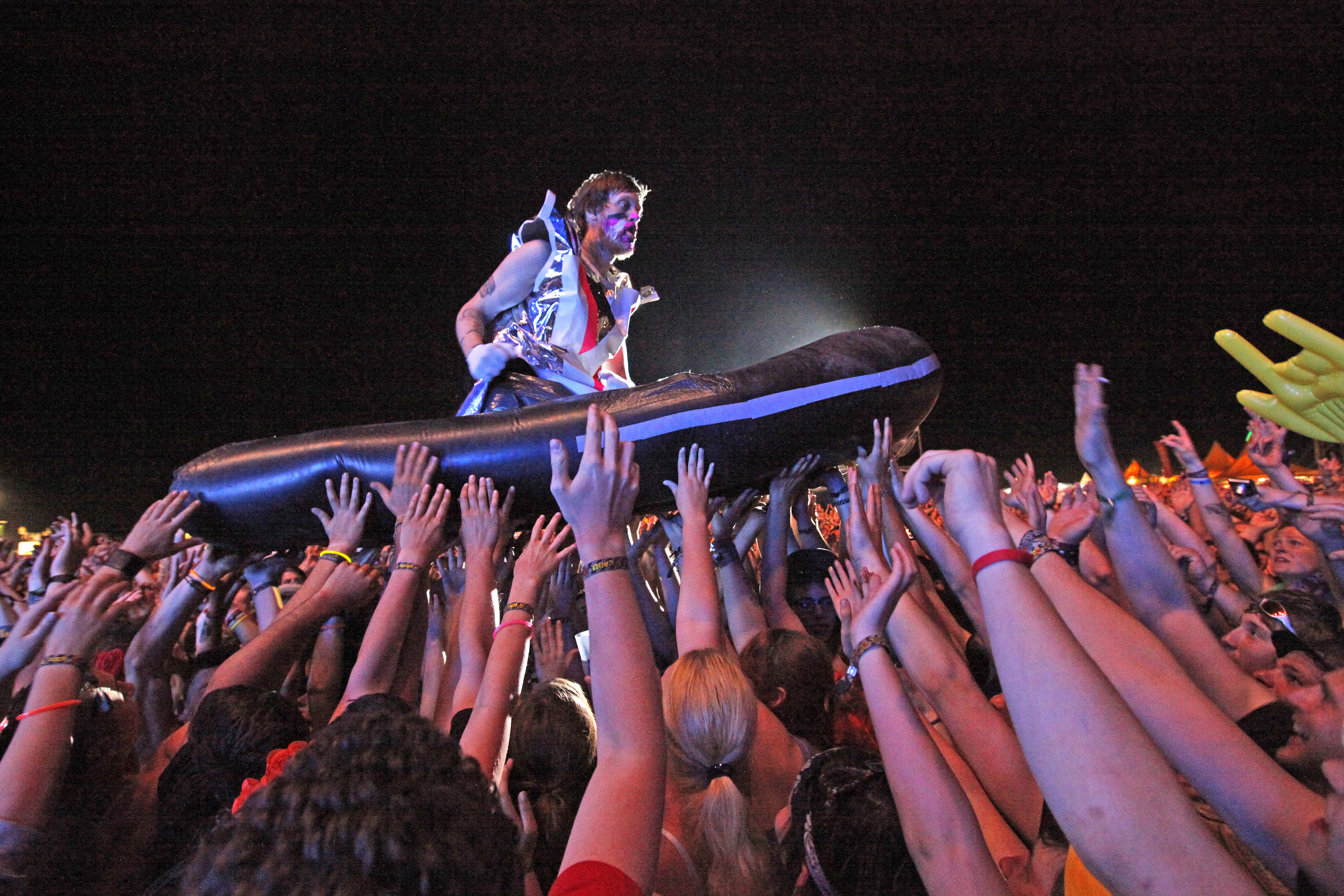
Schlauchboot beim Nova-Rock-Festival (2013)

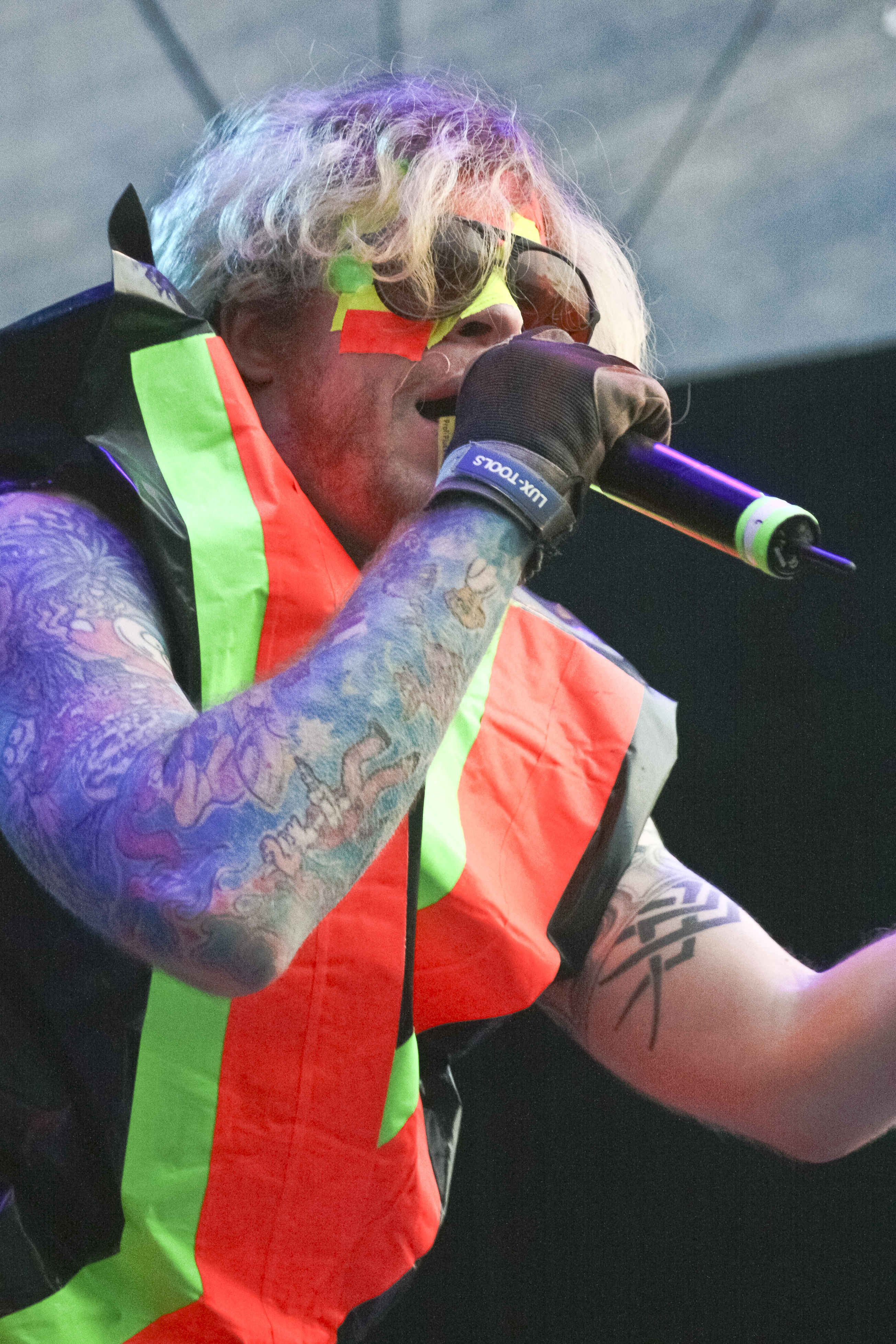
Typische Kostümierung bei einem Live-Auftritt auf dem Juicy-Beats-Festival (2009)

Deichkind ist eine Hamburger Hip-Hop- und Electropunk-Formation. Sie besteht aus dem Sänger und MC Philipp Grütering und Sebastian „Porky“ Dürre. Für die Kreation ihrer Shows ist Henning Besser alias DJ Phono verantwortlich, der in dieser Konstellation unter dem Pseudonym „La Perla“ arbeitet.
Die Band hatte ihre ersten Erfolge um die Jahrtausendwende mit der Single Bon Voyage (mit Nina). Im Verlauf der 2000er-Jahre griff ihr Stil immer mehr elektronische Elemente auf. Die bekanntesten Beispiele für diesen an Elektro angelehnten Hip-Hop-Sound sind die drei Singles Remmidemmi (Yippie Yippie Yeah) (2006), Arbeit nervt (2008) und Leider geil (2012), die sich alle in den Charts platzierten.
Erkennungszeichen der Band ist seit 2006 ein Hut in Form eines Tetraeders. Dieser Hut ist in zahlreichen Musikvideos zu sehen (z. B. Illegale Fans, Leider geil, Like mich am Arsch). Die Bandmitglieder tragen ihn bei Liveauftritten.

## Bandgeschichte
Die Band wurde im Jahr 1997 in Hamburg-Bergedorf gegründet und bestand zunächst aus Philipp Grütering, Malte Pittner und Bartosch „Buddy“ Jeznach. Das Debütalbum Bitte ziehen Sie durch erschien am 29. Mai 2000 über das Label Showdown Records. Deichkinds Durchbruch im Mainstream markierte die Singleauskopplung Bon Voyage (mit Nina), deren Video auf MTV und VIVA häufig zu sehen war. Im Juni 2001 nahm die Rapkombo neben Sleepwalker als Teil der „Hamburg City Allstars“ die Single Vorsprechtermin auf. Diese platzierte sich neun Wochen in den deutschen Singlecharts und erreichte mit Rang 44 die höchste Chartnotierung. Das zweite Album Noch fünf Minuten Mutti erschien am 30. September 2002. Mit der Single Limit knüpfte die Band an diesen ersten Erfolg an.
Mit dem Stück Electric Super Dance Band nahm Deichkind für Mecklenburg-Vorpommern am Bundesvision Song Contest 2005 teil. Sie belegten den 14. Rang unter den 16 Bundesländern.
Am 19. Mai 2006 erschien das Studioalbum Aufstand im Schlaraffenland über das Label Island Records. Das Lied Remmidemmi (Yippie Yippie Yeah) wurde als Single ausgekoppelt und avancierte zu einem der erfolgreichsten Titel der Band. Das Lied belegte Platz 68 in den deutschen Singlecharts und war mit längeren Unterbrechungen insgesamt 26 Wochen unter den Top 100. In den Jahrescharts der Spex von 2006 belegte das Stück Platz 4 bei den Kritikern und Platz 3 bei den Lesern, in den Kritiker-Jahrescharts der Intro belegte es Platz 2. Später wurde der Song von der Band Fotos, von Nena auf deren Album Cover Me, von Hämatom auf deren Jubiläumsalbum X, von Pete Blume, von Rotfront, von Mambo Kurt, von Egotronic sowie von The Twang gecovert. Weitere erfolgreiche, aber nicht in den Charts platzierte Songs waren Electric Super Dance Band und Ich betäube mich, bei dem Sarah Walker mitsang.
Seit 2005 ist der Bassist Sebastian „Porky“ Dürre Mitglied, seit 2007 festes Mitglied von Deichkind. Mittlerweile spielt Dürre nicht mehr Bass, sondern schreibt zusammen mit Philipp Grütering die Songtexte und setzt sie gesanglich um.
2006 musste Malte Pittner wegen privater Streitigkeiten die Band verlassen. Seit 2009 ist er Gitarrist bei Texas Lightning.
Im April 2008 gab Jeznach seinen Ausstieg bei Deichkind bekannt. Er wurde durch Ferris MC ersetzt, der bei Deichkind bis Oktober 2018 unter dem Pseudonym Ferris Hilton mitwirkte.
Am 21. Februar 2009 starb Sebastian „Sebi“ Hackert, Produzent der Band, im Alter von 32 Jahren in seiner Wohnung. Da er maßgeblich mitverantwortlich für die musikalische Ausrichtung von Deichkind war, ließen die anderen Bandmitglieder zunächst offen, ob sie nach den bereits feststehenden Festivalauftritten im Sommer des Jahres die Band weiterführen wollten. Schließlich entschieden sie sich dafür. Die Funktion des Produzenten übernahm nach dem Tod von Hackert Roland „Roy“ Knauf.
Anfang 2010 hatte das erste Theaterstück von Deichkind mit dem Namen „Deichkind in Müll – Eine Diskurs-Operette“ in Hamburg Premiere.
Im Sommer 2012 hatte die Band mit dem Album Befehl von ganz unten, das in Deutschland bis auf Rang 2 aufstieg, ihren bis dahin größten Charterfolg. Auch mehrere Singleauskopplungen daraus kamen in die Top 100. Der Musiktitel Bück dich hoch platzierte sich als Singleauskopplung sowohl in den deutschen als auch in den österreichischen Singlecharts. Außerhalb der Musikszene erhielt der Titel Aufmerksamkeit, als in Rödinghausen ein Angestellter eine fristlose Kündigung erhielt, nachdem er bei Facebook einen Eintrag veröffentlicht hatte, der das Video von Bück dich hoch enthielt. Der Angestellte legte gegen diese Kündigung Rechtsmittel ein. Der Titel des Liedes Leider geil ist in die Jugendsprache eingegangen und war in Österreich Jugendwort des Jahres 2012. Die Singleauskopplungen Leider geil und Bück dich hoch erreichten Gold-Status. Das Album Befehl von ganz unten bekam Anfang 2014 Platin.
Im Juni 2014 erschien zur Fußball-Weltmeisterschaft die Single Ich hab eine Fahne, die Deichkind mit Das Bo veröffentlichten. Das Stück kam als Vinylsingle heraus, die Auflage war auf 500 Stück begrenzt.
Am 4. Dezember 2014 veröffentlichten Deichkind auf YouTube das Video zur Single So’ne Musik. Das Album Niveau Weshalb Warum erschien am 30. Januar 2015. Auf der Deluxe-Edition des Albums wurde der Song Selber machen lassen gepresst, bei dem es sich um einen Kollabo-Song diverser deutschsprachiger Künstler handelt. Mit dabei sind in chronologischer Reihenfolge Kraftklub, Campino (Die Toten Hosen), Samy Deluxe, Björn Beton (Fettes Brot), Icke & Er, Bilderbuch, Smudo (Die Fantastischen Vier), Die Boys, Bosse, König Boris (Fettes Brot), Marteria, Jennifer Weist (Jennifer Rostock), Jan Delay, Nico (K.I.Z), Madsen, Sido, Alexander Marcus, Dendemann, Tobi Tobsen, Kid Simius, Marsimoto, Brutos Brutaloz, Dokter Renz (Fettes Brot), Inga Humpe, MC Fitti, Bonaparte, Miss Platnum und Sera Finale.

## Konzept und Stil

### Texte
Charakteristisch für die Band sind die Texte, die meist ironisch-humorvoll bzw. demonstrativ „prollig“, teilweise aber auch ernst oder melancholisch sind. Auf den beiden ersten Alben kamen hörspielartige Zwischenspiele, sogenannte Skits, vor, bei denen es sich meist um nachgespielte Szenen aus dem Hamburger Alltag handelte. So kamen ein spontaner MiniDisc-Mitschnitt auf der Hamburger Reeperbahn vor (Da mussu plata!), oder Beschwerdeanrufe des missmutigen Nachbarn Günther (Günther, Günther 2002) etc.

### Musik
Ayke Süthoff zeichnet für Noisey die Entwicklung von Deichkind nach. In der Gründungszeit werden Deichkind als Rapcrew bezeichnet. Ihnen wird der „[…] Anspruch, den deutschen Rap nach vorne zu bringen und innerhalb der bestehenden Rap-Grenzen weiterzuentwickeln“ bescheinigt. Doch bereits der Track Bon Voyage aus dem Jahr 2000 wird „ein schon deutlich elektronisch angehauchter Dancefloor-Hit.“ Beim Album Noch fünf Minuten Mutti aus dem Jahr 2002 „stellt sich [musikalisch] erstmals die Frage: Ist das noch HipHop? Bei Limit gilt das eher nicht, das ist ein Elektrotrack, mit deutschsprachigem Sprechgesang.“ „2005 wird zu einem Wendepunkt in der Deichkind-Geschichte: Noch in Originalbesetzung […], aber schon komplett ohne Rap.“
Für die Entwicklung hin zum „Tech-Rap“, so die Selbstbezeichnung der Band für ihren Stil, werden sowohl Limit (2002) als auch Electric Super Dance Band (2005) als maßgeblich gesehen. Zu Limit schreibt Sandra Adler im Rolling Stone: „Das Brummen und Fiepen ist noch als HipHop-Beat arrangiert, doch nicht umsonst passt der Song auch bei besagten Live-Partys noch wunderbar ins Repertoire der späteren Tech-Rap-Alben.“ Lu Yen Roloff schreibt im Spiegel „2003 kam die Band nach dem Ausstieg eines Mitglieds in eine Krise, tauchte unter, experimentierte mit Musik und Image – um dann 2005 als ,Electric Super Dance Band‘ […] aufzutauchen. Statt auf HipHop setzten die neuen Deichkinder auf elektronisch unterlegten ,Tech-Rap‘ […].“
Die Band arbeitete weiter mit schrägen bis grotesken Texten und dazu passenden Bühnenshows, in denen sie mit Klarsichtfolie, Plastiksäcken, grün leuchtenden Knicklichtern und einer Menge Klebeband bekleidet auftraten. Konzeptionell wie musikalisch wurden auch Punk-Einflüsse immer deutlicher. Der Klang war wesentlich schneller und Break-lastiger als bisher, was sich auf dem Album Aufstand im Schlaraffenland (Mai 2006) fortsetzte. Dies zeigte sich auch in den Remixen der Single Remmidemmi (Yippie Yippie Yeah), die vom Produzenten-Duo Egoexpress und Scooter beigesteuert wurden. Der Hang der Band zum Experimentieren zeigte sich beispielsweise auf dem Album Noch fünf Minuten, Mutti, das den Titel Da Wo enthält, der zusammen mit dem Countrygeiger Lucius von Truck Stop aufgenommen wurde.
Uli Knapp resümierte bei Puls: „Die ersten, die in Deutschland erfolgreich elektronischen Sound mit HipHop kombiniert haben, waren Deichkind. Und das nicht erst mit ihrem Party-Crasher ‚Remmidemmi‘, sondern bereits vor sechs Jahren mit ihrer Single ,Limit‘.“

### Liveauftritte
Die Band ist für ihre Shows bekannt. Die Show artet, wie die Band selbst sagt, in einen „Kindergeburtstag für Erwachsene“ aus, bei dem exzessiv gefeiert wird.
Die Band zeigt sich auf der Bühne mit selbstgemachten Kostümen aus Mülltüten, Schaumstoffrohren und neonfarbig geschminkten Gesichtern. Die Showelemente beziehen meist das Publikum mit ein, z. B. wenn Bandmitglieder mit einem Schlauchboot auf den Zuschauern crowdsurfen oder mit einem überdimensionierten Fass durch die Menge fahren. Die Bühnenelemente und Requisiten sind selbst erdacht und hergestellt. So entwickelten und bauten DJ Phono und Stefan Hübner für die Show zum Album Befehl von ganz unten herumfahrende Podeste, sogenannte Omnipods. Sie wurden mittlerweile zum Patent angemeldet.
2006 nahm Deichkind zusammen mit der Mediengruppe Telekommander mit einem eigenen Wagen an der Loveparade teil. 2009 spielten sie ein Konzert in Dortmund anlässlich einer Gegendemo gegen den von Nazis organisierten "Nationalen Antikriegstag". 2019 traten sie bei Fridays For Future in Hamburg auf.

## Diskografie
Studioalben

| Jahr | Titel Musiklabel                                  | Höchstplatzierung, Gesamtwochen, AuszeichnungChartplatzierungen (Jahr, Titel, Musiklabel, Platzierungen, Wochen, Auszeichnungen, Anmerkungen) | Höchstplatzierung, Gesamtwochen, AuszeichnungChartplatzierungen (Jahr, Titel, Musiklabel, Platzierungen, Wochen, Auszeichnungen, Anmerkungen) | Höchstplatzierung, Gesamtwochen, AuszeichnungChartplatzierungen (Jahr, Titel, Musiklabel, Platzierungen, Wochen, Auszeichnungen, Anmerkungen) | Anmerkungen                                                |
| Jahr | Titel Musiklabel                                  | DE | AT | CH | Anmerkungen                                                |
| ---- | ------------------------------------------------- | --- | --- | --- | ---------------------------------------------------------- |
| 2000 | Bitte ziehen Sie durch Showdown Records (WMG)     | DE17 a (19 Wo.)DE | — | — | Erstveröffentlichung: 29. Mai 2000                         |
| 2002 | Noch fünf Minuten Mutti Showdown Records (WMG)    | DE17 (5 Wo.)DE | AT56 (3 Wo.)AT | — | Erstveröffentlichung: 30. September 2002                   |
| 2006 | Aufstand im Schlaraffenland Island Records (UMG)  | DE68 (1 Wo.)DE | — | — | Erstveröffentlichung: 18. Mai 2006                         |
| 2008 | Arbeit nervt Vertigo Records (UMG)                | DE13 Gold · (10 Wo.)DE | AT30 (9 Wo.)AT | CH80 (1 Wo.)CH | Erstveröffentlichung: 17. Oktober 2008 Verkäufe: + 100.000 |
| 2012 | Befehl von ganz unten Vertigo Records (UMG)       | DE2 ×3Dreifachgold · (34 Wo.)DE | AT5 Gold · (28 Wo.)AT | CH16 (11 Wo.)CH | Erstveröffentlichung: 10. Februar 2012 Verkäufe: + 310.000 |
| 2015 | Niveau weshalb warum Sultan Günther Musik (UMG)   | DE1 Platin · (40 Wo.)DE | AT2 (22 Wo.)AT | CH1 (13 Wo.)CH | Erstveröffentlichung: 30. Januar 2015 Verkäufe: + 200.000  |
| 2019 | Wer sagt denn das? Sultan Günther Musik (UMG)     | DE3 (23 Wo.)DE | AT4 (7 Wo.)AT | CH8 (4 Wo.)CH | Erstveröffentlichung: 27. September 2019                   |
| 2023 | Neues vom Dauerzustand Sultan Günther Musik (UMG) | DE2 (10 Wo.)DE | AT2 (4 Wo.)AT | CH4 (2 Wo.)CH | Erstveröffentlichung: 17. Februar 2023                     |

## Auszeichnungen
- 2012 und 2015: Hans Hamburger Musikpreis als bester Hamburger Künstler des Jahres
- 2013: Deutscher Musikautorenpreis in der Kategorie Text Hip-Hop
- 2013: Echo Pop in der Kategorie Club/Dance national/international
- 2015: Echo Pop in der Kategorie Kritikerpreis National
- 2016: Preis für Popkultur in der Kategorie Beeindruckendste Live-Show[42]
- 2018: Preis für Popkultur in der Kategorie Lieblingsvideo (L auf der Stirn)[43]
- 2019: Preis für Popkultur in den Kategorien Lieblingsband, Lieblingslied und Lieblingsvideo (Richtig Gutes Zeug)[44]

Nominierungen
- 2012: Für die 1 Live Krone in der Kategorie Bestes Album für Befehl von ganz unten und Bester Live-Act[45]
- 2015: Für die 1 Live Krone in der Kategorie Bestes Album für Niveau weshalb warum und Bester Live-Act[46]
- 2019: Für die 1 Live Krone in der Kategorie Beste Band[47]